# Baldwin’s Gate
Baldwin’s Gate – osada w Anglii, w hrabstwie Staffordshire, w dystrykcie Newcastle-under-Lyme. Leży 22 km na północny zachód od miasta Stafford i 220 km na północny zachód od Londynu.